# Хацукадзе
Хацукадзе (Hatsukaze, яп. 初風) — ескадрений міноносець Імперського флоту Японії, який узяв участь у Другій світовій війні.
Корабель, який став четвертим (за датою закладання) серед есмінців типу «Кагеро», спорудили 1940 року на верфі Kawasaki Shipbuilding.

## Історія служби
На момент вступу Японії до Другої світової війни «Хацукадзе» належав до 16-ї дивізії ескадрених міноносців. 1 грудня 1941-го дивізія прибула з Японії до Палау (важлива база на заході Каролінських островів), а 6 грудня її есмінці вийшли звідси для прикриття загону легкого авіаносця «Рюдзьо», який у день нападу на Перл-Гарбор здійснив рейд на Давао (південне узбережжя філіппінського острова Мінданао). 12 грудня Хацукадзе та інші есмінці дивізії прикривали висадку десанту на південно-східному завершенні острова Лусон у Легаспі (японське командування запланувало кілька допоміжних десантів на Філіппінах, що мали передувати вторгненню головних сил до затоки Лінгаєн на заході Лусону).
17 грудня 1941-го «Хацукадзе» вирушив з Палау у складі охорони загону, який мав захопити Давао. Висадка відбулась 20 грудня та не зустріла серйозного спротиву.
У першій декаді січня 1942-го 16-ту дивізію залучили до прикриття десантної операції в районі Менадо на північно-східному півострові острова Целебес (Сулавесі), висадкова частина якої відбулась у ніч проти 11 січня.
21 січня 1942-го «Хацукадзе» залучили до прикриття сил висадки в Кендарі на південно-східному півострові Целебесу, десантування в якому провели в перші години 24 січня.
Наприкінці січня 1942-го «Хацукадзе» разом з іншими есмінцями своєї дивізії провадив прикриття висадки на острів Амбон, десантування на який почалось у ніч проти 31 числа. Цього разу бої з союзними силами затягнулись на кілька діб і лише 3 лютого острів узяли під повний контроль.
У середині лютого 1942-го «Хацукадзе» залучили до прикриття операції заволодіння островом Тимор. У межах останньої 16—17 лютого з Амбону вийшли два транспортні загони, а сама висадка відбулась 20 лютого.
25 лютого «Хацукадзе» разом з трьома іншими есмінцями своєї дивізії та легким крейсером «Дзінцу» вийшли з Купангу, щоб взяти участь у прикритті сил вторгнення на Яву. 27–28 лютого «Хацукадзе» у складі великого загону взяв участь у битвах в Яванському морі, зокрема в торпедній атаці на вороже з'єднання. Перемога в битвах дозволила відновити рух конвою з військами та 1 березня розпочати висадку на сході Яви.
Протягом березня 1942-го «Хацукадзе» ніс протичовнову службу в Яванському морі, а 31 березня — 3 квітня разом з 3 легкими крейсерами та 7 есмінцями брав участь у операції заволодіння островом Різдва (віддалена австралійська територія за три з половиною сотні кілометрів від Західної Яви).
25 квітня — 3 травня 1942-го «Хацукадзе» пройшов з Нідерландської Ост-Індії до Японії для докового ремонту, при цьому більшу частину переходу він разом з есмінцем «Токіцукадзе» ескортував гідроавіаносець «Тітосе» (відокремився та попрямував до Сасебо 1 травня).
21–25 травня 1942-го в межах підготовки операції проти атола Мідвей «Хацукадзе» разом з іншими есмінцями 16-ї (а також 15-ї та 18-ї) дивізії пройшов з Куре на острів Сайпан (Маріанські острови). 28 травня есмінці вийшли з Сайпану, супроводжуючи транспорти з військами. Катастрофічна поразка авіаносного з'єднання в битві 4—5 червня під Мідвеєм призвела до скасування операції та повернення транспортного конвою на базу.
Станом на середину серпня 1942-го «Хацукадзе» перебував у Японії. На той час союзники вже висадились на сході Соломонових островів, що започаткувало шестимісячну битву за Гуадалканал та змусило японське командування спрямовувати в регіон підкріплення та матеріальні запаси. 16 серпня «Хауцукадзе» та ще 10 есмінців (серед них два з 16-ї дивізії) рушили з Японії як ескорт великого загону надводних кораблів (включав 2 авіаносці, 1 легкий авіаносець, 2 лінкори, 2 важкі та 1 легкий крейсери). Первісно планувалось, що з'єднання зайде на Трук (головна база японського ВМФ у Океанії, розташована в центральній частині Каролінських островів), проте японське командування вирішило пришвидшити операцію з проведення конвою з військами на Гуадалканал та 21 серпня наказало слідувати одразу у напрямку Соломонових островів (при цьому загін дозаправився від двох танкерів, що вийшли з Труку).
Спроба провести зазначений конвой призвела до битви 24 серпня біля Східних Соломонових островів, під час якої «Хацукадзе» разом зі ще 3 есмінцями охороняв загін адмірала Абе (2 лінкори, 3 важкі та 1 легкий крейсер). Рух конвою виявився остаточно перерваним 25 серпня внаслідок ударів літаків з островів Еспіриту-Санто та Гуадалканал, проте «Хацукадзе» ще кілька діб перебував у морі перед тим як прибути на Трук.
9 вересня 1942-го «Хацукадзе» вирушив у супроводі авіаносного з'єднання, яке повинне було патрулювати північніше від Соломонових островів з метою підтримки операцій на Гуадалканалі. Щоправда, тієї ж доби есмінець разом з іншим кораблем 16-ї дивізії «Токіцукадзе» відокремився для протичовнової операції, проте 10 вересня вони попрямували наздогін основним силам та супроводжували їх до 23 вересня, коли авіаносці повернулись на Трук.
11 жовтня 1942-го «Хацукадзе» вийшов з бази, все так же у складі охорони авіаносного з'єднання адмірала Нагумо. 26 жовтня відбулась битва біля островів Санта-Круз, після якої «Хацукадзе» разом з есмінцями «Майкадзе» і «Терудзукі» ескортував пошкоджені авіаносці «Сьокаку» та «Дзуйхо» на Трук, куди вони прибули 28 жовтня.
4–11 листопада 1942-го «Хацукадзе» разом зі ще одним есмінцем ескортували з Труку до Японії авіаносець «Дзуйкаку» та важкий крейсер «Мьоко». А в період з 31 грудня 1942 по 4 січня 1943-го «Хацукадзе» та ще два есмінці супроводили «Дзуйкаку» з Йокосуки назад на Трук.
7–9 січня 1943-го «Хацукадзе» прослідував з Труку до якірної стоянки Шортленд (прикрита групою невеликих островів Шортленд акваторія біля південного завершення острова Бугенвіль, де зазвичай відстоювались легкі бойові кораблі та перевалювались вантажі для подальшої відправки далі на схід Соломонових островів). 10 січня «Хацукадзе» разом з групою есмінців вирушив у рейс Гуадалканалу. Частина кораблів виконувала транспортну функцію, тоді як «Хацукадзе» належав до охорони загону. Під час рейсу він разом з «Токіцукадзе» потопив торпедний катер PT-112, при цьому, ймовірно, той же PT-112 випустив торпеду, яка важко пошкодила «Хацукадзе». Втім, поцілений корабель зміг дійти до Шортленду на буксирі у есмінця «Арасі» (при цьому ще один корабель цього ж класу «Кавакадзе» охороняв їх).
Після аварійного відновлення «Хацукадзе» 30 січня — 2 лютого 1943-го перейшов на Трук, а 8—14 квітня пройшов звідси для подальшого ремонту до Японії, охороняючи на переході навчальний крейсер «Касіма».
Лише наприкінці серпня 1943-го «Хацукадзе» знову вирушив до зони бойових дій. 17–23 серпня 1943-го він разом зі ще 7 есмінцями здійснював ескортування великого угруповання (1 ескортний авіаносець, 3 лінкори, 2 важкі та 1 легкий крейсери) з Йокосуки на Трук, при цьому «Хацукадзе» йшов у охороні лінкора «Ямато».
У середині вересня 1943-го американське авіаносне з'єднання здійснило рейд проти зайнятих японцями островів Гілберта (лежать південніше від Маршаллових островів). У відповідь 18 вересня з Труку на схід вийшли значні сили (2 авіаносці, 2 лінкори, 9 важких крейсерів та інші кораблі), які попрямували до атола Еніветок (крайній північний захід Маршаллових островів). «Хацукадзе» супроводжував це угруповання, яке в підсумку так і не вступило у контакт із союзними силами та 25 вересня повернулось на базу.
6 жовтня 1943-го «Хацукадзе» разом зі ще одним есмінцем та одним легким крейсером вийшли на допомогу флотському танкеру «Кадзахая», який здійснював одиночний рейс на Трук та був торпедований підводним човном. Втім, тієї ж доби пошкоджений танкер затонув.
На початку жовтня 1943-го американське авіаносне з'єднання завдало удару по острову Вейк (північніше від Маршаллових островів) без жодної суттєвої реакції зі сторони ворожого флоту. Зате за кілька тижнів японці на основі радіоперехоплення вирішили, що готується нова атака на Вейк, і 17 жовтня вислали з Труку до Еніветоку головні сили (3 авіаносці, 6 лінкорів, 8 важких крейсерів та інші кораблі), в ескортуванні яких брав участь і «Хацукадзе». Цей флот кілька діб безрезультатно очікував ворога, після чого 26 жовтня повернувся на Трук.
Тим часом союзники готувалися до великої атаки на заході Соломонових островів. 27—28 жовтня вони висадили допоміжний десант на островах Трежері та розпочали відволікаючий рейд на острів Шуазель. Як наслідок, 30 жовтня 1943-го «Хацукадзе» разом зі ще двома есмінцями та легким крейсером полишили Трук та попрямували на підсилення розміщених у Рабаулі сил (на цій наближеній до ворога передовій базі японське командування тримало лише крейсери та есмінці). Вони прибули вчасно, щоб взяти участь у спробі контратаки проти ворожого з'єднання, яке 1 листопада висадило головний десант на острові Бугенвіль.
У ніч проти 2 листопада сталася сутичка біля плацдарму союзників, відома як битва в затоці Імператриці Августи. Нещодавно прибулі з Труку кораблі прямували в колоні контрадмірала Моріказу Осугі. Через невдале командування останнього вони в нічній темряві перетнули курс іншої колони, внаслідок чого важкий крейсер Мьоко таранив та важко пошкодив «Хацукадзе».
Командир японського загону вирішив, що «Хацукадзе» одразу затонув, проте есмінець залишився на плаву та навіть зміг рухатись зі швидкістю 10 вузлів. Втім, коли він намагався полишити місце бою, то зіткнувся з есмінцем USS Spence, до якого невдовзі підійшли на допомогу ще чотири. Внаслідок артилерійського бою (який тривав 25 хвилин після зустрічі зі Spence) на «Хацукадзе» здетонував кормовий погріб боєзапасу, після чого корабель за кілька хвилин затонув. Загинули всі або майже всі члени екіпажу.